# Lista över offentlig konst i Haparanda kommun
Lista över offentlig konst i Haparanda kommun är en ofullständig förteckning över främst utomhusplacerad offentlig konst i Haparanda kommun. 
| Titel                              | Konstnär(er)          | Årtal | Beskrivning              | Typ - material                      | Plats Koordinater                                                       | ID       | Bild                               |
| ---------------------------------- | --------------------- | ----- | ------------------------ | ----------------------------------- | ----------------------------------------------------------------------- | -------- | ---------------------------------- |
| 2=1                                | Dan Lestander         |       |                          | skulptur - järn                     | Marielund 65.84306, 24.12443                                            | k2583/01 |                                    |
| Bladverk                           | Sara Edström          |       |                          | skulptur - betong                   | innergård i kvarteret Vallen 65.83906, 24.12958                         | k2583/02 |                                    |
| Broar                              | Bo Holmlund           |       |                          | skulptur - stål                     | framför stadshuset, i torgets nordvästra hörn 65.83572, 24.13612        | k2583/03 | Broar                              |
| Droppen                            | Anna Sofia Mååg       |       |                          | väggmosaiker - mosaik               | på två garageväggar i bostadsområdet Vallen 65.84032, 24.12864          | k2583/04 |                                    |
| Dröm, Kram, Bön                    | Birgitta Linhart      |       |                          | skulpturgrupp - sten                | bakom Marielund- skolan 65.84046, 24.1246                               | k2583/05 |                                    |
| Foton                              | Kjell Havring         |       |                          | fotografi - foto                    | pelarna utanför stadshuset 65.83584, 24.13582                           | k2583/06 |                                    |
| Framtidsbågen                      | Vilma                 |       |                          |                                     | Victoriatorget koordinater saknas                                       | k2583/07 |                                    |
| Herr Struves triangel              | Okänd                 |       |                          |                                     | koordinater saknas                                                      | k2583/08 |                                    |
| Händelser längs älven              | Jussi Taipaleenmäki   |       |                          | skulpturgrupp - brons, järnplåt     | Tullparken 65.84006, 24.13602                                           | k2583/09 |                                    |
| Järnvägsbrons beskyddare           | Mats Wikström         |       |                          | Skulptur - Brons                    | Vid ån nära Tornvallen och järnvägsbron till Finland koordinater saknas | k2583/10 |                                    |
| Laxar                              | Mona Lindfors         |       |                          | väggmålning - cement, silikatfärg   | betongmuren intill entrén till äldreboendet Lunden 65.83111, 24.14079   | k2583/11 |                                    |
| Mia Green                          | Lars Stålnacke        |       | Minnessten för Mia Green | minnessten - sten, koppar           | Mia Greens park 65.83376, 24.13752                                      | k2583/12 | Mia Green                          |
| Minnesvandring                     | Okänd                 |       |                          |                                     | Intill kyrkogården koordinater saknas                                   | k2583/13 |                                    |
| Norrbottenskvinnan                 | Sara Edström          |       |                          | skulptur - brons                    | torget 65.83554, 24.13585                                               | k2583/14 |                                    |
| Paraply                            | Pilar de Burgos       |       |                          | skulptur - stålplåt, rostfritt stål | Tjärhovet 65.82795, 24.14383                                            | k2583/15 |                                    |
| På vintergatan                     | Karin Von Törne Haern |       |                          | väggmålning - emalj, stålplåt       | ytterväggen av äldreboendet Klippan 65.83797, 24.13619                  | k2583/16 |                                    |
| Separation – Krigsbarnsminnesmärke | Okänd                 |       |                          | skulptur                            | Tullparken koordinater saknas                                           | k2583/17 | Separation – Krigsbarnsminnesmärke |
| TRANSIT – Brevduvor på bord        | Anja Persson          |       |                          | skulpturgrupp                       | 65.82915, 24.13885                                                      | k2583/18 |                                    |
| Venus                              | Mikael Dysholm        |       |                          | väggmålning                         | husgavel i korsningen Köpmansgatan / Stationsgatan 65.83533, 24.13422   | k2583/19 |                                    |
| Svanen vid älven                   | Kim                   | 2011  |                          | skulptur - rostfritt stål           | Riksgränsen, södra änden av Victoriatorget 65.84232, 24.14285           | k2583/20 |                                    |

## Fotnoter
1. 1 2  Konstverket skapat av skolelev